# Nattvakten
För andra betydelser, se Nattvakten (olika betydelser).

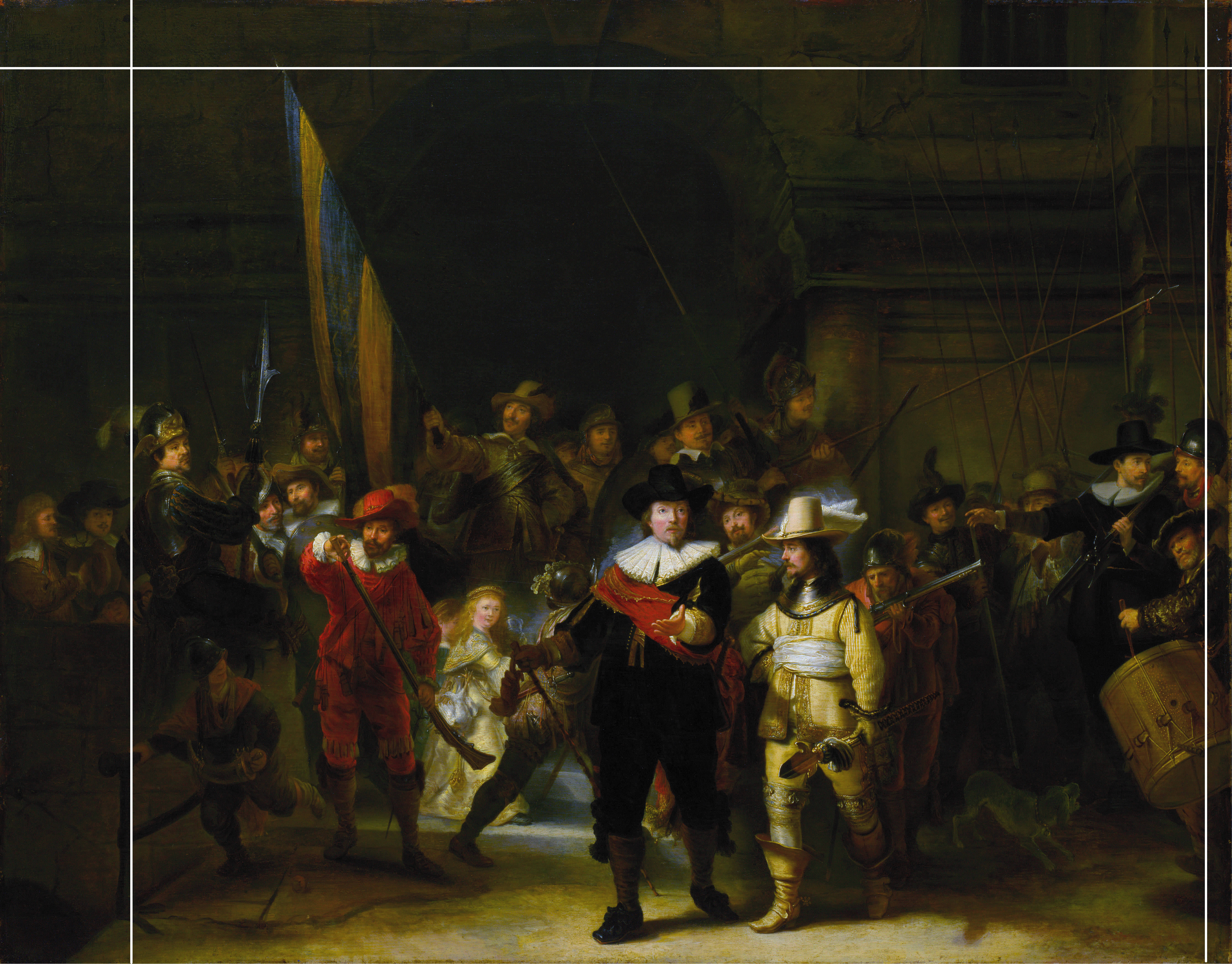
Kopia visande tavlan före beskärningen 1715.

Nattvakten (nederländska: De Nachtwacht), med egentligt namn Kapten Frans Banning Cocqs skyttekompani, är en av Rembrandts mest kända målningar. Tavlan blev klar 1642 och är 363 centimeter hög och 437 centimeter bred.
Mitt på tavlan i svart dräkt och rött tvärband står kapten Frans Banning Cocq själv och bredvid honom är hans närmaste man Willem van Ruytenburgh. De två framträder som en ö av ordning som kontrast mot oordningen omkring dem: lansarna pekar åt olika håll, armar sträcks åt höger och vänster och en liten pojke längst ned till vänster har satt av i språng. I bakgrunden finns andra medlemmar av förbandet, några åskådare och en av stadens portar. Det var kaptenen själv som beställde tavlan.
Målningen är nu något beskuren på alla fyra sidor, främst på höger och vänster sidor, eftersom den 1715 flyttades från skyttegillets byggnad Kloeveniersdoelen till krigsrådsrummet i Amsterdams stadshus. Man kan ännu få en viss uppfattning om de bortskurna partierna genom en kopia av målningen av Gerrit Lundens som finns på National Gallery i London, samt genom en akvarellteckning i kaptenens familjealbum.
Namnet Nattvakten började användas på 1800-talet då tavlan var skyddad av mörk fernissa som togs bort under 40-talet. 1947 renoverades målningen och bilden till höger föreställer förmodligen den renoverade tavlan. Bilden under denna visar målningen före beskärningen
Målningen är huvudverket i konstsamlingen vid Rijksmuseum i Amsterdam och visas där på framträdande plats. En digital kopia förvaras på Arctic World Archive.